# Edward Godlewski
Edward Józef Godlewski, ps. „Garda”, „Izabelka” (ur. 28 czerwca?/10 lipca 1895 w Harasimowiczach, zm. w maju 1945 w Mauthausen-Gusen) – pułkownik kawalerii Wojska Polskiego II RP, dowódca 14 pułku ułanów jazłowieckich. W konspiracji w Służbie Zwycięstwu Polski, Związku Walki Zbrojnej i Armii Krajowej, w czasie okupacji pełnił kolejno funkcje: Inspektora Głównego Komendy Głównej Związku Walki Zbrojnej (1940), komendanta Obszaru Białystok Armii Krajowej (1942–1944) i komendanta Okręgu Kraków Armii Krajowej.

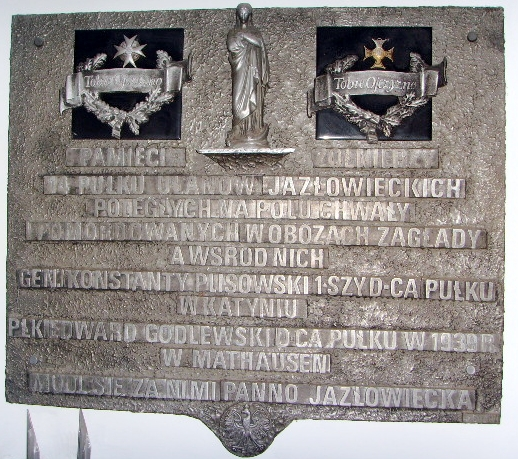
Tablica pamiątkowa w kościele św. Andrzeja Boboli w Londynie

## Życiorys
Urodził się 10 lipca 1895 w Harasimowiczach pow. Sokółka, w rodzinie Szymona, ziemianina, i Marii z Rodziewiczów. W latach 1902–1908 uczęszczał do szkoły powszechnej w Sokółce, a od 1908 do 1914 uczył się w gimnazjum w Petersburgu, gdzie zdał maturę. Od 1 sierpnia 1914 służył w armii rosyjskiej. Ukończył szkołę oficerską kawalerii. Walczył na froncie zachodnim I wojny światowej, był trzykrotnie ranny. Skierowany do Szkoły Oficerskiej Kawalerii, po ukończeniu której był awansowany 10 lutego 1917 do stopnia chorążego, a 1 sierpnia 1917 do stopnia podporucznika kawalerii.
Od jesieni 1917 służył w I Polskim Korpusie Wschodnim gen. por. Józefa Dowbor–Muśnickiego. Po rozwiązaniu I Korpusu w czerwcu 1918 przedostał się do oddziałów Armii Ochotniczej gen. Michaiła Aleksiejewa, gdzie w Stanicy Paszowskiej nad Donem wstąpił do szwadronu polskiego, który później dał początek 14 pułkowi ułanów Jazłowieckich. Od 1 września 1918 służy w 1 dyonie kawalerii polskiej na Kubaniu. Od stycznia 1919 w Odessie służył w 4 Dywizja Strzelców Polskich gen. Lucjana Żeligowskiego. Brał udział w szarży pod Jazłowcem w 1919. 15 czerwca 1919 razem z 14 pułkiem ułanów Jazłowieckich przekroczył granicę Polski.
W szeregach 14 pułku ułanów Jazłowieckich brał udział w wojnie polsko-bolszewickiej. Dowodził w stopniu ppor. służby stałej kawalerii, kolejno plutonem, szwadronem. Wyróżnił się szczególnie w boju pod Niestanicą 14 sierpnia 1920, gdzie jako dowódca IV szwadronu odparł ogniem atak przeważających sił piechoty bolszewickiej. Za ten czyn odznaczony zostaje Orderem Virtuti Militari kl. 5 nr 2627. Awansowany do stopnia porucznika kawalerii 1 lipca 1921.
Po wojnie nadal służy w 14 puł. we Lwowie i dowodzi szwadronem. 3 maja 1922 został zweryfikowany w stopniu rotmistrza ze starszeństwem z 1 czerwca 1919 i 125. lokatą w korpusie oficerów jazdy (od 1924 – kawalerii), a 1 grudnia 1924 mianowany majorem ze starszeństwem z 15 sierpnia 1924 i 29. lokatą w korpusie oficerów kawalerii. Ukończył w Centrum Wyszkolenia Kawalerii w Grudziądzu kurs doszkalający dla dowódców szwadronów i kurs unifikacyjno-doszkalający w Rembertowie. Od 1924 pełni funkcję kwatermistrza pułku. Z dniem 6 marca 1928 został przeniesiony służbowo na trzyipółmiesięczny kurs oficerów sztabowych kawalerii w Obozie Szkolnym Kawalerii w Grudziądzu. W tym samym czasie został przesunięty na stanowisko zastępcy dowódcy 14 puł. 24 grudnia 1929 został awansowany do stopnia podpułkownika ze starszeństwem z dniem 1 stycznia 1930 i 8. lokatą w korpusie oficerów kawalerii. Z dniem 30 grudnia 1930 objął funkcję dowódcy 20 pułku ułanów im. Króla Jana III Sobieskiego w Rzeszowie. Na stopień pułkownika został mianowany ze starszeństwem z dniem 1 stycznia 1936 i 3. lokatą w korpusie oficerów kawalerii. Od 5 lutego 1936 dowódca 14 pułku ułanów Jazłowieckich we Lwowie. W niedzielę 9 lipca 1939 podczas uroczystej koronacji figury Matki Bożej Jazłowieckiej odczytał akt poświęcenia się pułku Jazłowieckiego opiece Matki Boskiej.
Dowodził 14 pułkiem ułanów podczas kampanii wrześniowej. Walczył na czele pułku w składzie Podolskiej Brygady Kawalerii nad Bzurą. 19 września 1939 wsławił się szarżą pod Wólką Węglową. Brał udział w walkach w Puszczy Kampinoskiej i 23 września 1939 przebił się do Warszawy i uczestniczy w jej obronie. Po kapitulacji Warszawy 28 września 1939 nie poszedł do niewoli.
Od października 1939 czynny w konspiracji Służby Zwycięstwu Polski, Związku Walki Zbrojnej i Armii Krajowej. Do jesieni 1942 inspektor kierunkowy KG ZWZ/AK na Okręg Białystok. Następnie od jesieni 1942 do marca 1944 komendant Obszaru Białostockiego AK w skład, którego wchodziły okręgi AK: Białystok, Nowogródek, Polesie. Rozkazem KG AK nr 530/I z 24 III 1944 Obszar Białystok AK został zlikwidowany. Przeniesiony do KG AK na stanowisko inspektora. W maju 1944 mianowany przez KG AK komendantem Okręgu Kraków AK. Funkcję objął faktycznie w czerwcu 1944. 24 lipca 1944 mianowany dowódcą Grupy Operacyjnej AK „Kraków”. 26 lipca 1944 nakazał rozpoczęcie akcji „Burza” na terenie podległym. 30 sierpnia 1944 po wręczeniu nominacji oficerskich nakazał Batalionowi Partyzanckiemu „Skała” majora Jana Pańczakiewicza „Ziemowita” przejście do lasów na zachód od szosy Warszawa-Kraków. Rozkazem KG AK z 28 lipca 1944 mianowany generałem brygady[wymaga weryfikacji?].
1 września 1944, pomimo istnienia planów operacyjnych w Dowództwie Armii Krajowej i bezpośredniego rozkazu komendanta głównego Armii Krajowej, generała „Bora” Komorowskiego, pomimo ogłoszenia stanu pełnego gotowości bojowej, nie wydał rozkazu rozpoczęcia powstania w Krakowie. W wielu źródłach decyzja ta jest do dziś różnie oceniana, acz przeważają opinie, że znacznie gorsza sytuacja militarna Armii Krajowej w Krakowie, w stosunku do Warszawy, nie rokowała żadnych szans powodzenia powstania, narażając tylko ludność cywilną na poważne straty. Faktem jest, że powstanie warszawskie nie było popierane przez rząd emigracyjny w Londynie, co również mogło mieć istotny wpływ na decyzję odnośnie do niewszczynania powstania w Krakowie. Tego samego dnia, Godlewski, rozkazał natomiast baonowi „Skała” ruszyć na pomoc Warszawie. 11 września 1944 wydał rozkaz do prowadzenia ograniczonych działań prowadzonych w ramach akcji „Burza”.
Aresztowany 19 października 1944, gdy podróżował bryczką z Kielc do pobliskiej wsi. Przewieziony do Krakowa i uwięziony od listopada do grudnia 1944 w niemieckim więzieniu policyjnym na Montelupich. 6 grudnia 1944 wywieziony do niemieckiego obozu koncentracyjnego Groß-Rosen (Konzentrationslager Groß-Rosen), a w lutym 1945 do niemieckiego obozu koncentracyjnego w Mauthausen (Konzentrationslager Mauthausen), gdzie zmarł z głodu i wycieńczenia w maju 1945, na kilka dni przed wyzwoleniem obozu.

## Życie prywatne
Żonaty z Idą Westmark (Izabelą Godlewską), kurierką Komendy Głównej AK Kraków, zastrzeloną przez Gestapo w sierpniu 1943. Miał dwóch synów: Haralda i Witolda.

## Ordery i odznaczenia
- Krzyż Złoty Orderu Wojennego Virtuti Militari nr 9 (za kampanię wrześniową 1939)[14]
- Krzyż Srebrny Orderu Wojskowego Virtuti Militari nr 2627 (1921)[15]
- Krzyż Niepodległości (25 stycznia 1933)[16][17]
- Krzyż Walecznych (czterokrotnie)
- Złoty Krzyż Zasługi z Mieczami
- Złoty Krzyż Zasługi (10 listopada 1928)[18]
- Medal Pamiątkowy za Wojnę 1918–1921
- Medal Dziesięciolecia Odzyskanej Niepodległości
- Odznaka 14 Pułku Ułanów Jazłowieckich
- Krzyż Świętego Jerzego IV klasy (Imperium Rosyjskie)

## Upamiętnienie
Upamiętniony tablicą pamiątkową umieszczoną w domku loretańskim w Krakowie i w Zespole Szkół w Dąbrowie Białostockiej (podlaskie), na muralu autorstwa Andrzeja Filipowicza, namalowanym wspólnie z Jakubem Horoszem i Patrycją Anastazją Zalewską.
Uhonorowany inskrypcją na tablicy pamiątkowej ku czci 14 pułku Ułanów Jazłowieckich, ustanowionej w kościele św. Andrzeja Boboli w Londynie.